# چکش و خنده
چکش و خنده: کتاب لطیف‌های کمونیسمی عنوان فیلم مستندی است که در سال ۲۰۰۶ و با هدف ارائه جوکهای ساخته شده در طول مدت حکمرانی مستبد و قدرتمند دیکتاتورهای کمونیسم در شوروی و کشورهای کمونیسمی اقماری آن به ویژه شرق اروپا ساخته شد.

## نمایش در شبکه من و تو
شبکه فارسی زبان من و تو ۱ مستند چکش و خنده را با نام داس و خنده در شهریور ۱۳۹۱ به نمایش گذاشت.

## جایزه
در سال ۲۰۰۶ مستند چکش و خنده در جشنواره فیلم ترایبکا به نمایش در آمد  و یک سال بعد در جشنواره فیلم زوریخ عنوان بهترین فیلم مستند را به دست آورد. 